# Impatiens parviflora
Balsamine à petites fleurs, Impatiente à petites fleurs
Espèce
Classification phylogénétique
Impatiens parviflora, la Balsamine à petites fleurs ou Impatiente à petites fleurs, est une espèce de plante à fleurs de la famille des Balsaminacées.
C'est une plante herbacée annuelle des terrains humides, des terrains vagues et des bois ombragés plus ou moins anthropisés, les haies, les parcs ou le long des berges de cours d’eau. Originaire d'Asie centrale, elle est largement naturalisée en Europe occidentale ainsi qu'en Amérique du Nord. Elle est considérée comme une espèce invasive en Belgique d'impact environnemental modéré.
Il existe une très grande variation morphologique de la balsamine à petites fleurs.

## Description

### Appareil végétatif
Impatiens parviflora est une herbacée annuelle, thérophyte, qui atteint une taille généralement comprise entre 20 et 70 cm, mais elle peut atteindre 150 cm si nous la plaçons en conditions optimales,. La totalité de la plante est glabre.
Les tiges sont dressées et soit ramifiées, soit non-ramifiées.
Les feuilles sont simples, alternes, de formes elliptiques, ovales  ou encore acuminées présentant un long pétiole. Les feuilles ont une longueur comprise entre 5 et 12 cm et une largeur comprise entre 2,5 et 5 cm et le limbe est denté avec en moyenne 20 à 30 dents par cotés,.
De nombreux nectaires extra-floraux sécrètent une substance jaune pâle. Ils sont visibles sur les pédicelles et les pédoncules des fleurs et des fruits ainsi que sur les pétioles des feuilles.
Son système racinaire est peu développé et peu profond. En effet, il explore les 15 premiers cm du sol. Il se compose de racines latérales et adventives.

### Appareil reproducteur

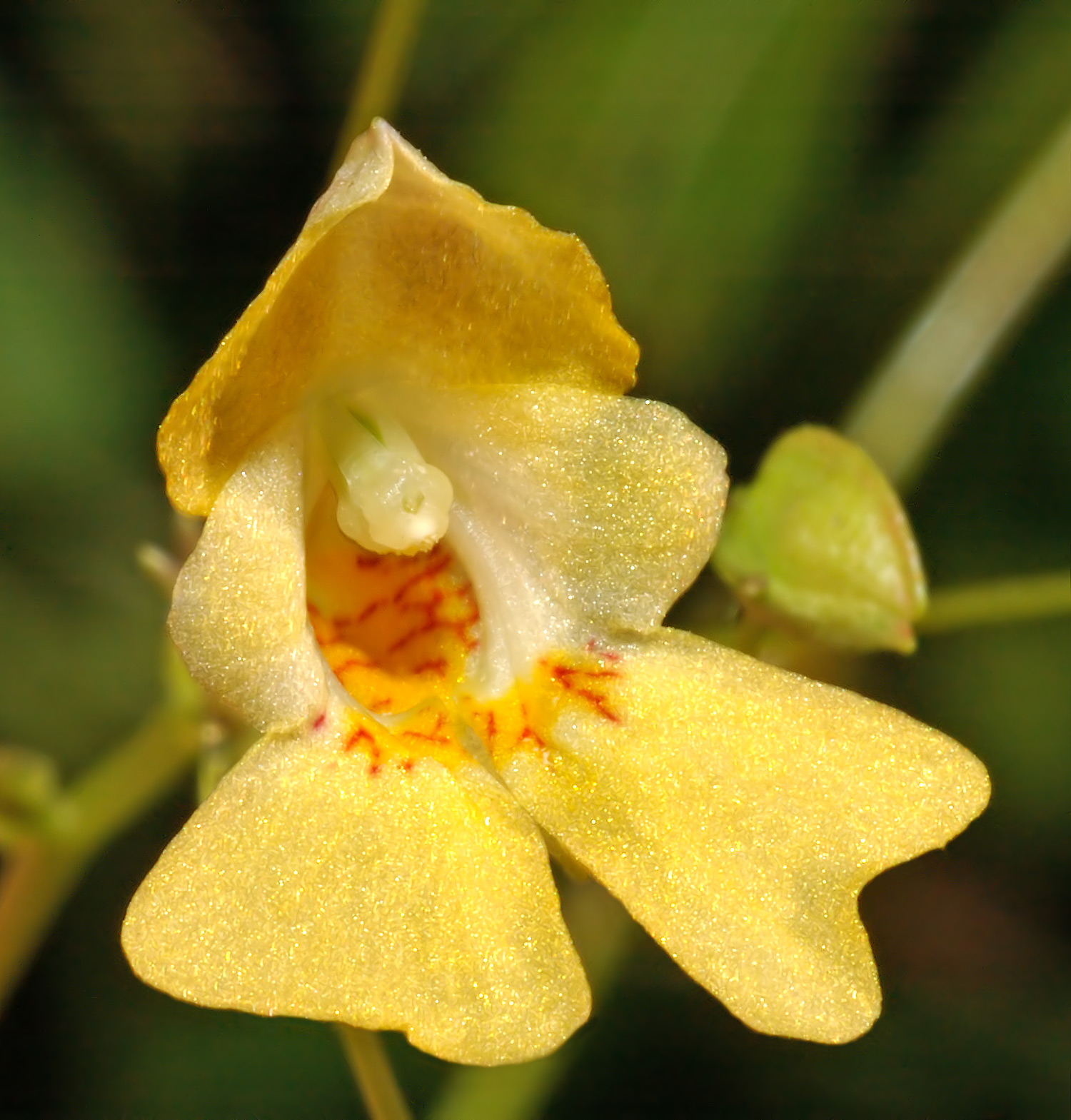
Détail de la fleur.

Les fleurs se regroupent en grappe avec un long pédoncule et chacune a une taille comprise entre 1 et 1,5 cm. Elles se situent à l’extrémité de la tige. Elles sont de couleur jaune pâle avec de petites taches rouges sur la face interne de l’éperon. Celui-ci ayant une longueur comprise entre 1 et 7 mm ne permet qu’aux bourdons ou syrphes de puiser le nectar.
La fleur a un diamètre compris entre 3 et 15 mm et se compose de 5 pétales jaunes (dont les 2 inférieurs sont en partie soudés et les supérieurs créés une forme de casque) et de 5 étamines fusionnées autour du gynécée. L’ovaire est de type supère et se compose de 5 carpelles. Les anthères se décrochent 2 ou 3 jours après l’ouverture des pétales. Lorsqu’elles sont toutes décrochées, elle libère le gynécée où viendront se déposer les grains de pollen. Les fleurs sont hermaphrodites et zygomorphes. Le calice se compose de 5 sépales dont 2 sont réduits et 3 sont pétaloïdes.
La floraison débute vers mai-juin et termine vers septembre-octobre avec l’apparition des premières gelées. Celles-ci causent aussi la fin du cycle de vie de la plante.
L’inflorescence est en forme de grappe.

### Pollinisation
La pollinisation peut être autogame et entomophile. Impatiens parviflora est auto-compatible. L’introduction d’un seul individu est dès lors suffisante que pour permettre la reproduction et l’apparition d’une nouvelle population sur un site donné. C’est un atout pour le maintien de l’espèce.

### Fruit
Le fruit est une capsule qui atteint sa maturité environ 2-3 semaines après la fécondation. Chaque capsule contient environ 1 à 5 graines qui font 4-5 mm avec des striations longitudinales.

### Germination
Les graines ont besoin d’une température proche de 0 °C pour germer. De plus, elles peuvent rester dormantes pendant 3 à 4 ans. Le temps requis pour passer de la germination à la floraison est d’environ 8 semaines et la maturation des graines après la fécondation prend environ 3-4 semaines. En outre, un individu peut produire jusqu’à 1000 graines qui sont projetées à plusieurs mètres par déhiscence. Enfin, les graines flottent et sont ainsi transportées sur de plus longues distances.

### Espèce voisine
L’Impatiens ne-me-touchez-pas (Impatiens noli-tangere), tout comme I. parviflora vit en milieux humides et généralement sur les zones d’ombre comme les bords de rivières ou de lacs et dans les forêts humides. Cette espèce peut vivre dans des milieux plus humides que I. parviflora. Elle croit dans des sols ayant un pH compris entre 4,2 et 7,8. Donc, elle peut supporter des sols légèrement plus acides que I. parviflora.
Impatiens noli-tangere possède un éperon recourbé contrairement à I. parviflora qui possède un éperon droit. Elle fleurit de juillet à septembre ce qui recoupe la période de floraison avec I. parviflora. Elle possède des fleurs d’un jaune plus intense et plus grande que I. parviflora. Cependant, il est parfois difficile de la différencier vu qu’elles évoluent dans le même milieu, qu’elles atteignent la même taille, que les feuilles sont fort similaires et que les  fleurs portent la même construction.

## Écologie

### Région d’origine, régions naturalisées et région envahissante
Impatiens parviflora est originaire d’Asie. En 1837, elle a été introduite dans le jardin botanique de Genève d’où elle s’est « échappée ». Il ne lui a suffi que de 150 ans pour se répandre dans les forêts d’Europe du Nord et centrale. Elle a été aperçue en Belgique pour la première fois en 1868. Actuellement, on la retrouve fréquemment dans les forêts en Europe du Nord et centrale, ainsi qu’en Amérique du Nord. En France, elle est présente essentiellement dans la moitié nord de l'hexagone.
Impatiens parviflora est une plante exotique considérée actuellement comme envahissante en Europe. En effet, elle est classée dans la liste des espèces envahissantes de catégorie B3 en Belgique. Elle peut avoir un impact négatif sur la biodiversité des espèces de plus petites tailles si la population de I. parviflora est dense.
Impatiens parviflora se développe dans les climats tempérés présentant une forte humidité atmosphérique. Elles se retrouvent dans les zones d’ombres où l’ensoleillement de la plante est entre 5 et 40% par rapport à l’ensoleillement total du jour. En Asie, elle a plutôt tendance à s’installer qu’en bord de rivières ou en zone d’ombre et humide. Par contre, en Europe, elle se retrouve en forêt et en bord de forêt (zone mi-ombragée) et elle s’installe dans un sol neutre ou légèrement acide avec un pH compris entre 4,5 et 7,6 et de type argileux et humide,. La balsamine à petites fleurs se concentre dans les sols pauvres en ions magnésium, phosphore et potassium. De plus, I. parviflora se retrouve généralement sur des sols avec une teneur en carbone élevé par rapport au contenu en azote. Si la concentration en carbone augmente ou si la teneur en azote diminue alors la symbiose entre les mycorhizes  et I. parviflora a tendance à croître.
Il est important de noter que sous faible intensité lumineuse, par exemple sur les flancs Nord d’une montagne, les individus sont plus grands que ceux recevant une plus grande quantité de lumière.

### Phytosociologie
Impatiens parviflora s’installe de préférence dans les forêts de chêne et de charme. Elle pourrait avoir une influence négative sur la diversité des plantes indigènes. Par exemple, Impatiens parviflora pourrait entrer en compétition avec certaines espèces d’herbacées tel que le Galium odoratum ou Mercurialis perennis ou encore avec une autre Impatiens  tel que l’espèce indigène, Impatiens noli-tangere,,.
En outre, par le fait qu’elle entre en compétition avec certaines espèces pour l’espace, la lumière, la consommation de nutriments et l’eau, I. parviflora réduit la diversité de plante native à une région. En effet, I. parviflora nuit à la repousse des espèces ligneuses sur les rives des cours d’eau impliquant une érosion plus intense des berges lors des crues.

### Protection de l’environnement
L’utilisation d’herbicides pour  lutter contre "Impatiens parviflora n’est pas envisageable car cette espèce vit sur les berges des rivières. D’une part, ils risquent d’être fortement dilués dans l’environnement ce qui diminue leur efficacité et d’autre part, ils polluent l’eau.
Cependant, deux autres techniques sont envisageables : le fauchage et l’arrachage à la main. Les racines n’étant pas fort développées, les plantes sont facilement arrachées du sol. De plus, les morceaux de racines non-arrachés finiront par pourrir. Le fauchage doit se faire en dessous du premier nœud pour éviter que la plante ne repousse.

## Propriétés
Excepté les invertébrés, la faune peut être affectée par la consommation d’Impatiens. En effet, les espèces de ce genre sont presque toutes toxiques mais à des degrés divers : elles peuvent entre autres causer de sévères troubles digestifs, sans pour autant être mortelles. En grande quantité, l’Impatiens parviflora peut se montrer dangereuse à cause de sa forte teneur en minéraux (oxalate de calcium). Son impact varie en fonction du poids et de la taille du consommateur (enfant, adulte). Impatiens parviflora fait partie des espèces les plus toxiques du genre Impatiens.

## Utilisations
À faible dose, l’I. parviflora est également considérée comme une plante médicinale. En effet, elle peut faire office d’antiparasitaire ou d’antidote face à diverses infections. Elle peut servir dans le traitement des verrues, de la teigne, des piqûres d’orties…
Elle sert également d’analogue aux antiseptiques, diurétiques, laxatifs et émétiques.

## Galerie

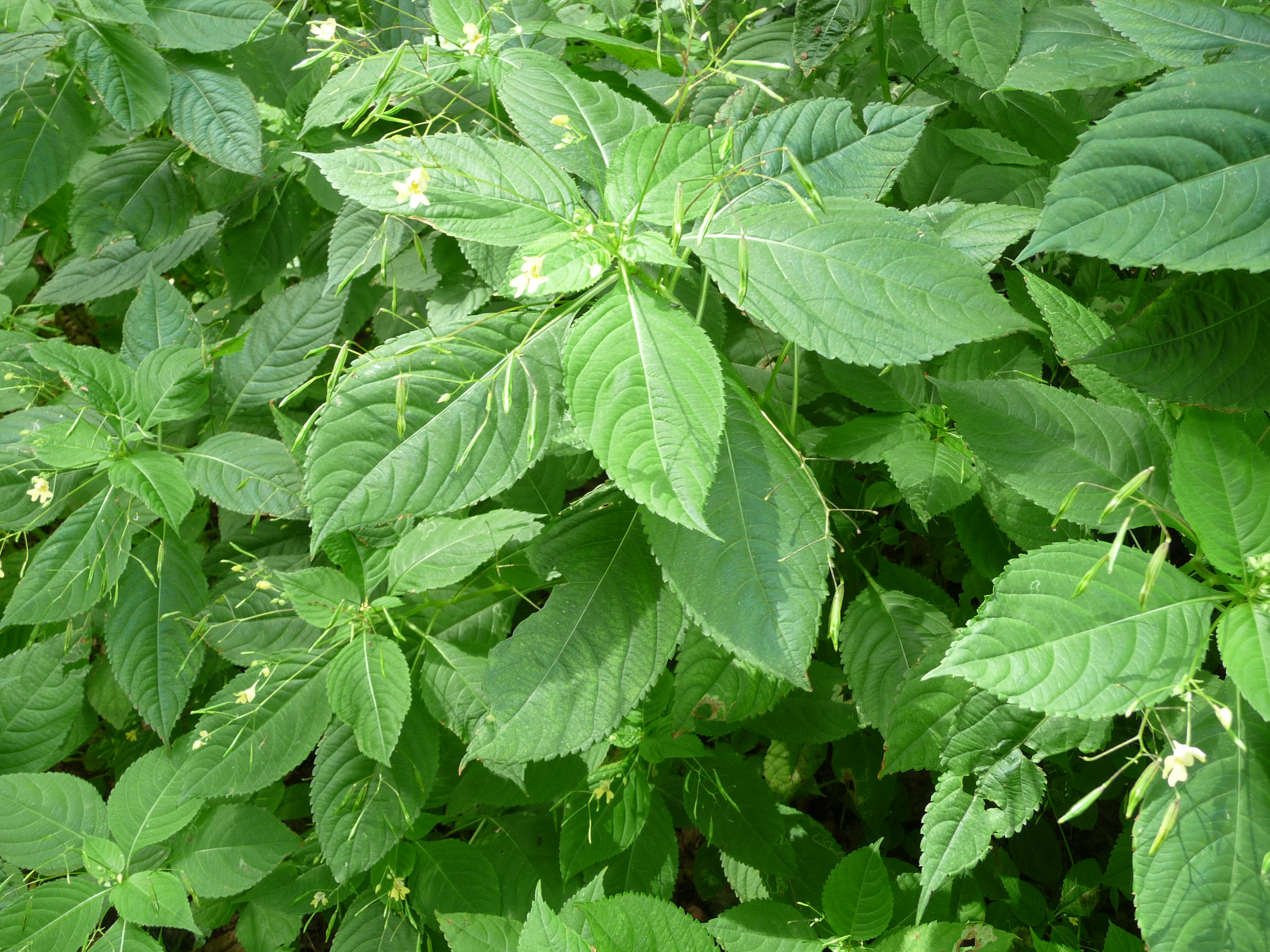
Balsamine à petites fleurs : début de floraison.
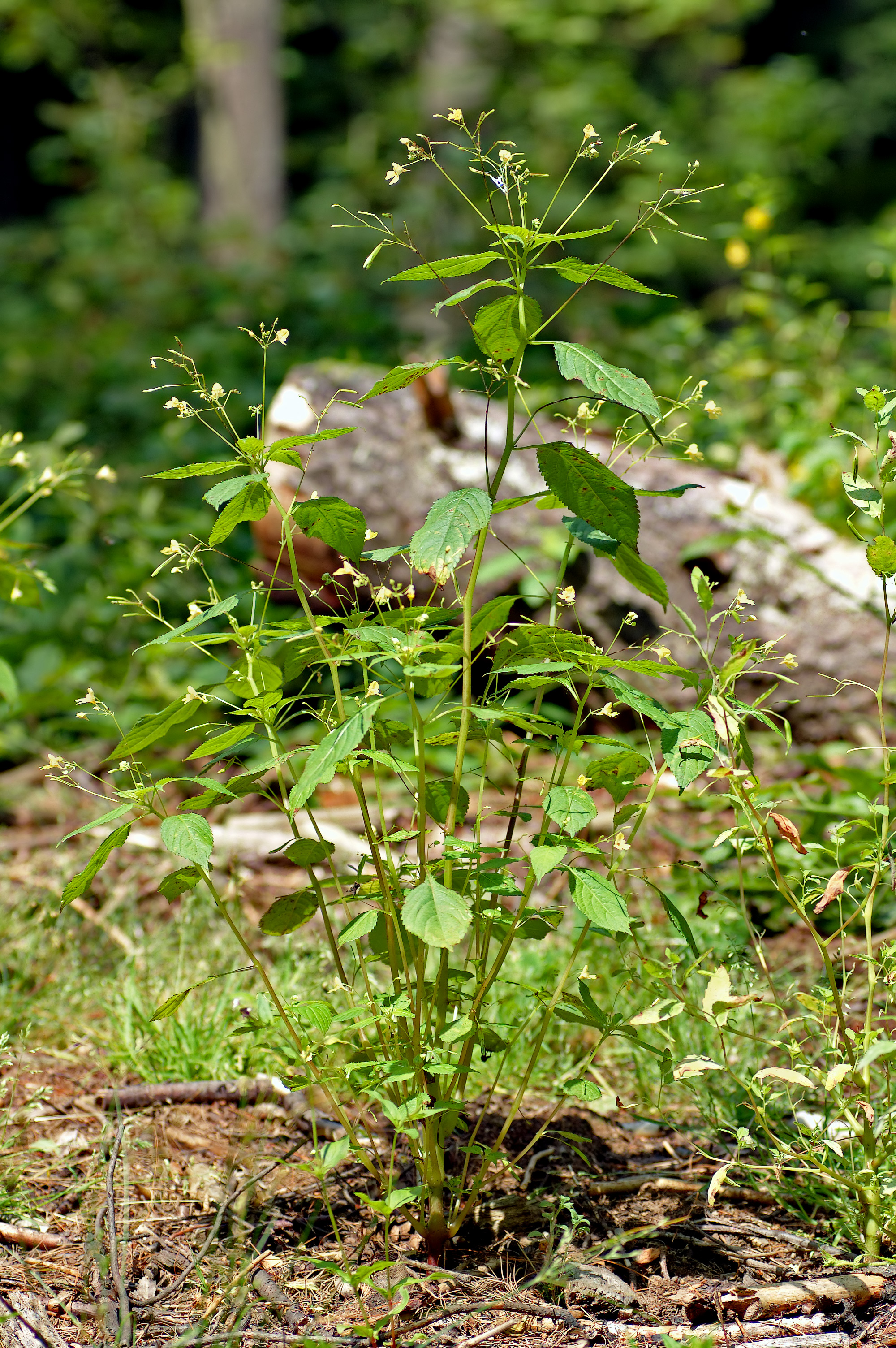
Plante entière.